# 劉廷宣
劉廷宣，號方壺，北直隶乐亭县人，明朝政治人物，同進士出身。

## 生平
万历三十四年（1606年）丙午順天鄉試舉人，萬曆四十一年癸丑科（1613年）登進士。初授仪封县知县，泰昌元年（1620年）十月考选监察御史，天啓元年（1621年）二月補授浙江道监察御史，五月以言辽东军事，疏救冯三元等，降一级调外任。二年六月起补廣東道监察御史，十二月奉命巡按陕西，四年五月升大理寺右寺丞，辞官归。五年以大理寺丞徐大化疏荐，起复原职。侍经筵，官至中宪大夫、大理寺左少卿。

## 家族
曾祖劉俊，教谕。祖父劉光大，累贈奉政大夫。父劉思誠，举人、知州。